# پنتافلوئورید آرسنیک
پنتافلوئورید آرسنیک (به انگلیسی: Arsenic pentafluoride) با فرمول شیمیایی AsF۵ یک ترکیب شیمیایی با شناسه پاب‌کم ۸۲۲۲۳ است؛ که جرم مولی آن ۱۶۹٫۹۱۳۶ g/mol می‌باشد. شکل ظاهری این ترکیب، گاز بی‌رنگ است.